# Lucas Ruiz de Ribayaz
Lucas Ruiz de Ribayaz (Santa María Ribarredonda, 1626 - después de 1677; fl. 1650) fue un compositor y guitarrista español de la época barroca.

## Biografía
Recibió las órdenes menores en la iglesia Colegiata de Villafranca del Bierzo (León) y una formación musical seria. Alrededor de 1667 se incorporó al servicio del Conde de Lemos en Lima (Perú). De vuelta en Europa, se publicó su único tratado: Luz y Norte Musical, que ofrece una gran variedad de piezas para guitarra y arpa en tablatura, así como información valiosa sobre ornamentación y técnicas de interpretación.